# Lingoni
Lingoni är en ort i Komorerna.   Den ligger i distriktet Anjouan, i den centrala delen av landet, 140 km öster om huvudstaden Moroni. Lingoni ligger 208 meter över havet och antalet invånare är 3 583. Den ligger på ön Anjouan.
Terrängen runt Lingoni är varierad. Havet är nära Lingoni åt sydväst.  Närmaste större samhälle är Tsimbeo, 7,5 km nordost om Lingoni. 